# Parallelia curvilimes
Parallelia curvilimes är en fjärilsart som beskrevs av W. Warren 1915. Parallelia curvilimes ingår i släktet Parallelia och familjen nattflyn. Inga underarter finns listade i Catalogue of Life.